# Ella Gertrude Clanton Thomas
Ella Gertrude Clanton Thomas, född 1834, död 1907, var en amerikansk dagboksförfattare. Hennes dagböcker har utgivits och uppmärksammats främst för sin skildring av amerikanska inbördeskriget i Georgia. Hon var dotter och hustru till rika plantage- och slavägare i Georgia.
Hon är inkluderad i Georgia Women of Achievement (GWA). 